# فالح بن ناصر السعدون

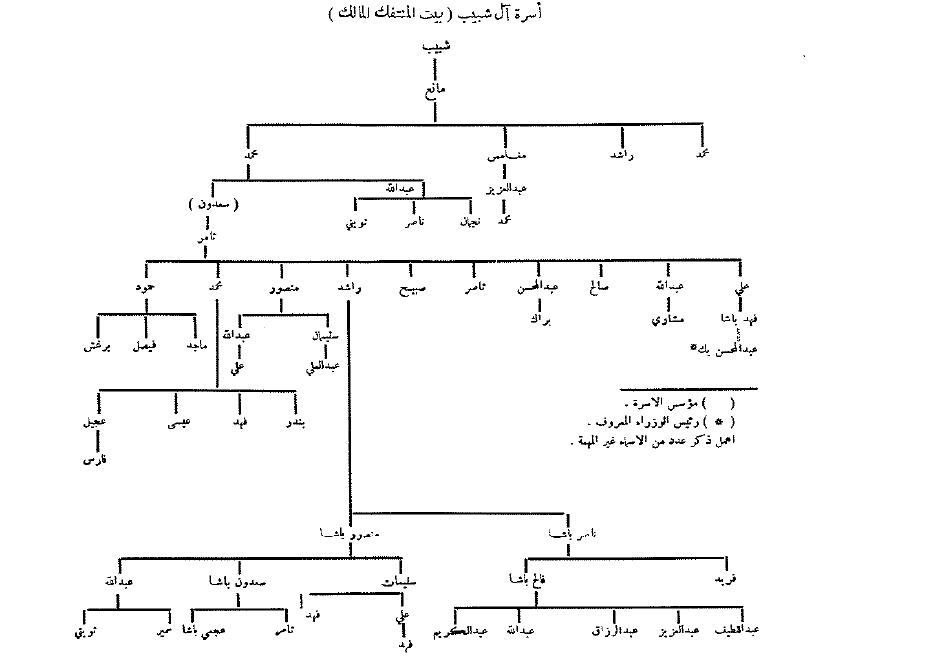
أسرة السعدون - كتاب أربعة قرون من تاريخ العراق الحديث - المؤرخ الأنجليزي ستيفن هيمسلي لونكريك.

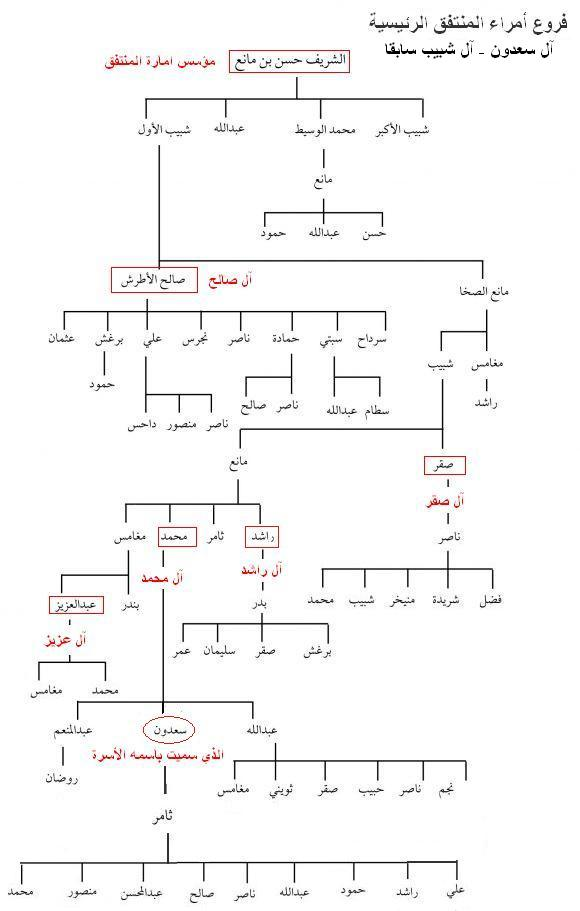
فروع أسرة آل سعدون الرئيسية - أمراء المنتفق.

فالح باشا السعدون الشبيبي ( - 1908) أحد شيوخ عشيرة آل سعدون من عرب العراق، وأمير اتحاد قبائل المنتفك، حين كانت لواء بجنوب العراق ضمن الدولة العثمانية، وقال عنه عماد عبد السلام رؤوف إنه:«كان متديناً ميّالاً للسكينة»، تولى مشيخة المنتفق مرتين، الأولى من 1291 إلى 1294 هـ/1874 إلى 1877، والأخرى من 1297-1299 الهجرية/1879-1881 م، وهو آخر أمراء المنتفق". وكانت رتبته ميرميران. ويسميه أهل المنتفق بـ«فالح الخير» لابتعاده عن العنف وسفك الدماء، عدا تدينه وتعبده الذي طبعه بطابع سلمي.

## بدايته
اندلعت في سنة 1869م ثورة الدغارة أو ذبحة المتصرف، فأوعز الوالي مدحت باشا إلى ناصر السعدون بمساعدته في اجهاض هذا التمرد، فجهز 4000 خيال بقيادة فهد باشا العلي. إلا أن تلك القوة لم تشترك في أي معركة ولكن أثبتت أهمية المنتفق لدى الوالي، فكتب الوالي إلى الصدارة العظمى مشيدًا بدور ناصر الأشقر واقترح بترقيته إلى ميرميران، ومنح ابنه فالح باشا وابن أخيه سليمان بك الوسام المجيدي من الدرجة الخامسة لمساهمتهم في قمع الثورة، فصدرت فيهم الإرادة السلطانية في 29 شوال 1286هـ/1 شباط-فبراير 1870م. وفي سنة 1871م ساهم فالح باشا في الحملة على الأحساء، وعند انتهاء تلك الحملة عاد فالح بن ناصر إلى دياره، ومر الكويت في 26 تموز/يوليو 1871م، وذكر الوكيل البريطاني في بغداد من أن فالح وفرسانه اشتكوا من أنهم منذ التحاقهم بالحملة لم يستلموا مؤنًا لهم ولخيلهم سوى ما يكفي لسبعة أيام فقط، وقد طلب الدعم من نافذ باشا قائد الحملة، الذي رد بعدم قدرته على تحقيق الطلب، وأوصى بعودة الخيالة إلى ديارهم. وبناءًا على ذلك انسحب فالح ورجاله، ولكن أيضًا دون تزويدهم بأية المؤن للطريق، مما أدى إلى هلاك عدد كبير من خيولهم في طريقهم العودة إلى الكويت جراء الجوع والعطش.

## المتصرفية وما بعدها
جرى في سنة 1874م إعفاء ناصر باشا من متصرفية المنتفق وإعطائها إلى ابنه فالح باشا ليكون متصرف المنتفق، وكان ذلك يوم 11 محرم 1291هـ/27 شباط-فبراير 1874م. واستمر في المتصرفية إلى أن أصدرت الدولة فرمان يوم 26 أيلول/سبتمبر 1877م بعزل ناصر الأشقر من منصب ولاية البصرة واستدعائه إلى الأستانة، وكذلك عزلت ابنه فالح باشا من منصب متصرفية المنتفق وأسندت المنصب إلى فهد باشا العلي، فاعتزل فالح مع مؤيديه بعيدًا عن مدينتي الناصرية والبصرة، فأصدر والي البصرة بإيحاء من فهد العلي أمرًا في شعبان 1295هـ/آب/أغسطس 1878م إلى فالح بالبقاء في أطراف شط الكار بعيدًا عن ديرة المنتفق، بل وحاول ابعاده إلى أطراف مندلي. ولكن عندما تدهورت العلاقات بين متصرف المنتفق فهد باشا وبين والي البصرة عبد الله باشا أوفد المتصرف ابن اخيه الدويش بن وطبان إلى فالح باشا داعيًا إياه إلى تحرك مشترك ضد الحكومة العثمانية، إلا أن فالح رفض رفضًا قاطعًا فكرة انضمامه إلى عصيان ضد الحكومة العثمانية، ومنع اتباعه من الانضمام إلى ذلك العصيان. ولعل هذا الرفض نابع من شكه بمنافسه القديم، وأيضا أمله من أن تحسن الحكومة موقفها معه بجهود والده في الأستانة، وفعلا تمكن ناصر باشا مع السلطات في اسطنبول من رفع الحظر على دخول فالح باشا ومناصريه إلى ديرة المنتفق، فوردت برقية من اسطنبول إلى ولاية البصرة في جمادى الآخرة 1296هـ/حزيران/يونيو 1879م تقضي بالسماح لخواص ناصر باشا بالعودة إلى ديارهم. وبناءًا على ذلك ارتحل فالح ومناصروه نحو مقاطعة الجزرة على نهر الغراف، فحاول ضيدان ابن المتصرف فهد العلي أن يمنعهم، فهب أبناء عم فالح وهما عبد الله وسليمان ابني منصور باشا للوقوف إلى جانبه، فاضطر المتصرف إلى قبول الأمر على مضض منعًا للفتنة.

## تمرد منصور السعدون

### البداية
وفي 14 رمضان 1296هـ/2 سيتمبر 1879م عزلت حكومة اسطنبول كلا من والي البصرة عبد الله باشا ومتصرف المنتفق فهد باشا العلي من منصبيهما بعد توتر العلاقات بينهما. فاعتبر ناصر السعدون تلك التغييرات في صالحه، فأمر ابنه فالح بالتوجه إلى الناصرية للقاء المتصرف الجديد، وأمر ابنه مزيد بالسفر إلى البصرة لمقابلة واليها الجديد، وأمرهما بالتفاهم مع الولاة الجدد على إعادة الأملاك التي فُسِخ تفويضها بالطابو بعد مغادرة ناصر باشا. فتوجه فالح إلى الناصرية واستقبله المتصرف بالترحاب، ومكث فيها إسبوعًا كاملًا، فخرج وهو مسرور من اللقاء. أما مزيد فقد لقى الاهتمام من الوالي ثابت باشا، ولكنه لم يلب طلبه بإعادة الأملاك المفسوخة انتظارًا لاستلام أمر قطعي من اسطنبول، وازداد الأمر سوءًا تدخل عدو ناصر القديم قاسم باشا الزهير بالموضوع. فأحس ناصر وأبنائه بخيبة أمل تجاه «ثابت باشا»، وشاركهم الإحساس منصور باشا الذي مكث في البصرة عدة شهور يراجع هو الآخر الوالي بشأن أملاكه وأملاك ابنه سليمان دون طائل. فخرج في جمادى الأولى 1297هـ/أيار/مايو 1880 إلى الغراف حيث مضارب ابنه سليمان، ولم تكن مضارب ابن عمه فهد باشا بعيدة عنه، فالتقى الساخطان ليعلنا التمرد ضد الحكومة، وحاولا ضم فالح باشا إليهما، ولكنه رفض في بداية الأمر وبإصرار، فلم يفت عضدهما ذلك الرفض، بل مضيا قدما في ثورتهما. ويرجع سبب رفض فالح المساهمة في بادئ الأمر هو رفضه للعنف وسفك الدماء، بالإضافة إلى وجود والده ناصر باشا في اسطنبول تحت نظر ويد الدولة، مما دفعه إلى التريث قدر الإمكان.

### اندلاع التمرد

#### عهد الوالي عبد الرحمن باشا

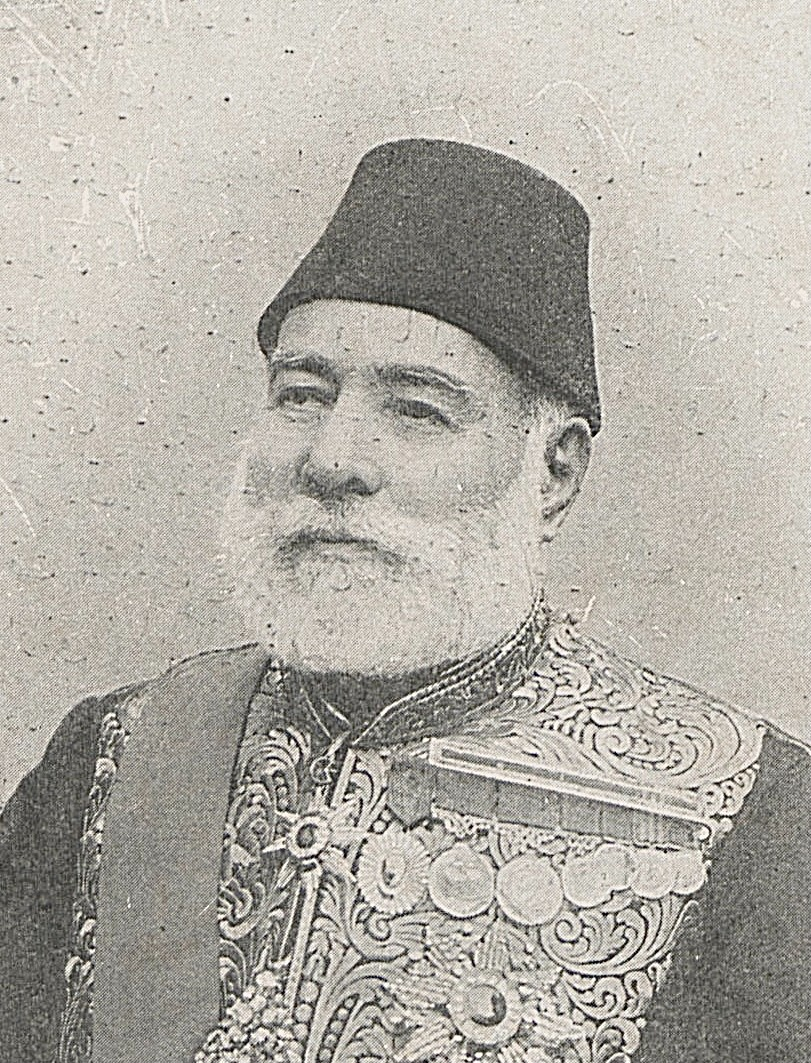
عبد الرحمن باشا والي بغداد (1879-1880).

مع إعلان منصور وابن عمه فهد التمرد، كان ناصر يتابع أولا بأول التطورات الجارية في المنتفق وهو في اسطنيول من خلال رسائل معتمده «نعوم سركيس» ورسائل ابنه فالح، وبحكم عضويته في مجلس شورى الدولة واتصاله المباشر بمراكز صنع القرار في العاصمة ومطلعًا على وجهة النظر الرسمية، خلص إلى عدم جدوى التمرد على الحكومة في هذا الوقت، وقد استدعته الحكومة العثمانية عدة مرات لأخذ رأيه في توتر الأوضاع في المنتفق، وكان يهون للمسؤولين ذلك التمرد ويقلل من أمره، ولعله كان يعول على موقف ابنه فالح باشا في ابعاد قسم كبير من المنتفق عن التمرد كي يضيق نطاقه ويضعف. إلا أن فالح أربك حسابات أبيه حين حسم أمره وقرر الانضمام إلى التمرد، وقد برر عصيانه لأمر أبيه في برقية وجهها إليه يوم 27 رجب 1297هـ/6 تموز/يوليو 1880 جاء فيها:
ومع تشدد العسكر مال الوالي عبد الرحمن باشا إلى التفاهم مع المتمردين في حل المشكلة سلميًا، فعندما وصل الكوت من بغداد اجتمع مع البشوات الثلاثة منصور وفهد وفالح الذين طالبوا الوالي بتعيين متصرف سعدوني للواء المنتفق، وإعادة جميع الأراضي المفسوخة إلى أصحابها، وسحب القوات النظامية من ديرة المنتفق. وقد أرسل الوالي تلك المطالب إلى الباب العالي مع اقتراح بعزل والي البصرة ثابت باشا ومتصرف المنتفق أحمد بك وإلغاء ولاية البصرة إلحاقها بولاية بغداد. فوافقت الحكومة بتلك المقترحات وأغفلت مطالب آل سعدون الرئيسة، مع إصدار عفو سلطاني عن الباشوات الثلاثة في رجب /حزيران/يونيو 1880م، وبدات الأمور تتجه إلى الهدوء. عندها طلب الوالي عبد الرحمن باشا من فالح أن يصلح أعمدة البرق التي قلعت أثناء التمرد، فأنجزها فالح في فترة قصيرة. ثم قام الوالي بعدها بمنح التزام إيرادات المنتفق لفالح بمبلغ 16 ألف ليرة، دفع منها 4 آلاف نقدًا والباقي على أقساط.

#### عهد الوالي تقي الدين باشا
بعد وصول الوالي الجديد «تقي الدين باشا» إلى بغداد، ذهب إليه فالح وشقيقه مزيد في بداية 1881م للترحيب به، ومكثا هناك حوالي 20 بومًا، عاد فيها فالح محبطًا من عدم تعيينه متصرفًا للمنتفق. 

وفي رواية عن تمرد منصور باشا: أنه عبر نهر ديالى ومنه إلى نواحي الكوت ثم إلى الحي في مايو 1881م، فاتصل به ابن أخيه فالح باشا السعدون فجمعا عشيرة آل سعدون وبقية عشائر المنتفق، حيث خطبا فيهم خطبًا أحيا فيه خلافهما مع الحكومة وأعلنا التمرد، فأجابتهما القبائل المجتمعة معهما. فشرع آل السعدون وحلفائهم بتحشيد القبائل، وبذل الشيخان منصور باشا وابن أخيه فالح باشا الأموال الطائلة لاستمالة الناس إليهما، ووزعا الخيول والأسلحة، وجلبا وسائط النقل والمؤن والوقود للاستعداد للمواجهة. وقد استشارت الحكومة العثمانية عدة مرات أخيه الشيخ ناصر السعدون الموجود عندها في ذلك الوقت رأيه في توتر الأوضاع في المنتفق، وقد أجاب في المرة الأولى بأن ثورة أخيه منصور لا أهمية لها، ولكنه عاد في مناسبات أخرى وقال بأن الموقف خطير وأن معالجته تكمن في حل الخلاف بين أخيه منصور والشيخ «قاسم باشا آل زهير» أحد أعيان الدولة في البصرة، واقترح عزل الشيخ قاسم لحل تلك المشكلة، وتأييدًا لرأيه أبرق منصور باشا إلى الديوان السلطاني في إسطنبول مشتكيًا من أن التمرد مرده بالأساس إلى الخلاف بينه وبين قاسم آل زهير. ولكن الحكومة لم تأخذ الأمر مأخذ الجد لا سيما بعد ورود أخبار بعودة الاستقرار إلى البصرة.
ثم عاد التوتر من جديد بقيادة منصور باشا وابن أخيه فالح، فبدأت العشائر بطرد موظفي الدولة، والامتناع عن أداء الضرائب، وقطع أسلاك التلغراف، وإجراء التعبئة الواسعة، وتحشيد القبائل الأخرى في جنوب العراق. فأرسلت الدولة 4 أفواج لتسكين الأوضاع في المنتفق، ولكنها لم تتمكن من تحقيق هدفها وكادت أن تيأس من تسكين التمرد، إلا أن الفريق «عزت باشا» قائد الجيش أصر على ضرورة القضاء على التمرد، فتسبب إصراره في عزل الوزير عبد الرحمن باشا سنة 1880م واستبداله بالوزير تقي الدين باشا الذي أيد موقف الجيش العثماني. وقد بذل عزت باشا جهودًا جبارة لسحق التمرد، خصوصًا بعد أن نصب منصور باشا نفسه «سلطان البر» وأعلن استقلال لواء المنتفق، وبدأ بمهاجمة لواءي العمارة والبصرة، حيث كان يهاجم البصرة ليل نهار، وقد انضم إليه الشيخ فهد العلي، بالمقابل استمر أخوه ناصر يخفف من خطر أخيه في أذهان الحكومة العثمانية في إسطنبول. وكانت الدولة متأثرة برأي الشيخ ناصر ولا تعتد برأي عزت باشا، بل كانت توبخه على ما كان يرسله إليها من تقارير ميدانية تخالف ما قد رسخ في أذهانهم من انطباعات عن حقيقة الأوضاع في المنتفق. إلا أن عزت باشا كان واثقًا من انتصاره ومصممًا على سحق التمرد بالقوة، لذا فقد أبرق إلى السلطان عبد العزيز مشتكيا من أن «دراهم السعدون شلت يد أعضاء من الحكومة عن العمل»، وهو يقصد أن آل السعدون قاموا برشوة كبار الموظفين وضباط الدولة لكسب تأييدهم. وكان تأثير تلك البرقية قويًا على الحكومة، وتسبب في إرباك قرارها، إلا أن السلطان عبد العزيز رد على البرقية بما معناه أن الدولة لا يمكنها تحمل نفقات قوة عسكرية كبيرة، وإنه إذا أراد متابعة القتال فإن الدولة لن تمنعه بل وتفوضه مسؤولية ذلك. فضمن الجيش العثماني بجميع مصاريف ونفقات تلك الحملة إن فشلت، وزاد من موقف الجيش تأييد والي بغداد تقي الدين باشا لهم.

### نهاية التمرد
توجه عزت باشا بما لديه من امكانيات مادية وبشرية محدودة حتى وصل إلى بلدة الحي، وعند وصولها أتاه أحد اليهود ومعه 30 ألف ليرة هدية من منصور باشا، فرفض عزت باشا تسلمها وكلف اليهودي أن يبلغ الشيخ منصور بأن ينقاد لأوامر الحكومة ويرجع عما أقدم عليه. ثم بقي 3 أيام في الحي ينتظر رد الشيخ منصور، وخلال تلك الفترة اتصل بأمير ربيعة واقنعه بالانفصال عن منصور باشا، وبعد مضي الأيام الثلاث دون رد من منصور باشا، تحرك عزت باشا نحوه بما لديه من قوة، فنشبت بينهما معركة دامية عند «نهر محيرقة» شمال الحي استمرت 3 ساعات، قاومت فيها العشائر مقاومة شديدة، إلا أن الجيش العثماني قد انتصر بالنهاية، وسيق الشيخ منصور باشا مخفورًا إلى إسطنبول. ثم نُقل بعدها إلى بغداد حيث توفي فيها. أما ماتبقى من الجيش المتمرد فقد انسحبوا مع عوائلهم إلى بر الشامية بقيادة فالح السعدون وسعدون بن منصور حيث بقوا فيها لمدة شهرين، حتى وردتهم أنباء بأن الأمير محمد بن رشيد أمير حائل ينوي غزوهم بعد أن علم بأن لدى آل السعدون نقودًا وأموالا جمة سهلة السلب، فتركوا تلك المناطق وتوجهوا إلى الحويزة حيث نزلوا بجوار الشيخ مزعل بن جابر الكعبي أمير عربستان، فأكرم مثواهم وظلوا عنده مدة سنتين حتى سنة 1884م عندما بدأ مزعل المرداو وساطته مع بغداد من أجل عودة المنتفق إلى ديارهم، وهي وساطة تكللت بالنجاح، حيث سمحت لهم الحكومة العثمانية بالعودة إلى أراضيهم شرط أن يستقروا فيها، وأن ليس لهم الحق في إنشاء إمارتهم السابقة، فرضوا بذلك.

## عودته إلى دياره
بعد أن سمحت الدولة العثمانية للسعدونيين بالعودة إلى ديارهم، خشي فالح وابن عمه منصور أن تداهمهم قوات الأمير محمد بن رشيد، فطلب من الشيخ مزعل اتخاذ التدابير التي تحفظهم من الغزو. فأرسل الشيخ مزعل إلى مبارك الصباح الذي كان موجودًا في الفاو بمهمة خاصة أن يقدم إليه في المحمرة، فلما قدم إليه اتفق معه بعد أن يخبر أخاه حاكم الكويت آنذاك عبد الله الصباح بأن يرسل قسمًا من عشائره إلى مزيد باشا السعدون في قرب الناصرية وتسلك الطريق البري، وأن يرسل قوة أخرى بحرية إلى سوق الشيوخ عن طريق شط العرب، وأن يدعو ماجد الدويش إلى الكويت ويوكل إليه حفظ الحدود الكويتية الشمالية من غزو محمد بن رشيد إذا ماعزم على مهاجمة آل السعدون. فأرسل مبارك إلى أخيه محمد ليقابله بالفاو وأخبره بالخطة (وكان الشيخ عبد الله غائبا يومئذ عن الكويت، وينوب عنه أخوه الشبخ محمد)، فنفذت جميع تلك الخطط، وعاد فالح السعدون ومن معه إلى ديارهم.

## مشيخة غير رسمية
في أواخر سنة 1891م أي بعد عقد من الزمان، حاولت بعض عشائر المنتفق استعادة دورها ومكانتها مثل عشيرتي الظفير والبدور، اللتان حاولتا جمع المنتفق لاسترجاع الهيبة السابقة وجمع أهلها إلى القتال تحت راية المنتفق. فبادرتا إلى فالح باشا أن يتصدر قيادة المنتفق، ولكن طبيعة الرجل وتكوينه وانصرافه إلى العبادة والصلاة دفعته إلى الاعتذار عن تبوء تلك المهمة، وأحالها إلى ابن عمه سعدون المنصور.